# Tuna (Uppsala)
Tuna est une localité de Suède dans la commune d'Uppsala située dans le comté d'Uppsala.
Sa population était de 167 habitants en 2020.

## Lieux et monuments
- Église de Tuna.